# Dan Khun Thot (huyện)
Dan Khun Thot (tiếng Thái: ด่านขุนทด) là một huyện (amphoe) ở phía tây của tỉnh Nakhon Ratchasima, Thái Lan.

## Lịch sử
Thị xã Dan Khun Thot được xây trước thời trị vì của vua Taksin. Thị xã này thành huyện năm 1908. Đồng thời, trung tâm thị xã đã được dời từ Wat Pho Chumphon đến phía tây của trường Ban Han. Huyện đã được đổi tên thành Ban Han. Sau này tên được đổi thành Phan Chana, cho đến khi được đổi thành Dan Khun Thot năm 1914.

## Địa lý
Các huyện giáp ranh (từ phía bắc theo chiều kim đồng hồ) là Bamnet Narong và Chatturat của Chaiyaphum Province, Phra Thong Kham, Non Thai, Kham Thale So, Sung Noen và Sikhio của Nakhon Ratchasima, Lam Sonthi của tỉnh Lopburi và Thepharak của Nakhon Ratchasima.

## Hành chính
Huyện này được chia thành 16 phó huyện (tambon). Có ba thị trấn (thesaban tambon) within Huyện - Dan Khun Thot nằm trên một phần của tambon Dan Khun Thot, Nong Krat nằm trên một phần của tambon Nong Krat và Nong Bua Takiat nằm trên toàn bộ tambon Nong Bua Takiat.
| STT | Tên                 | Tên tiếng Thái |  |
| --- | ------------------- | -------------- |  |
| 1.  | Kut Phiman          | กุดพิมาน         |  |
| 2.  | Dan Khun Thot       | ด่านขุนทด        |  |
| 3.  | Dan Nok             | ด่านนอก         |  |
| 4.  | Dan Nai             | ด่านใน          |  |
| 5.  | Takhian             | ตะเคียน         |  |
| 6.  | Ban Kao             | บ้านเก่า         |  |
| 7.  | Ban Praeng          | บ้านแปรง        |  |
| 8.  | Phan Chana          | พันชนะ          |  |
| 9.  | Sa Chorakhe         | สระจรเข้        |  |
| 10. | Nong Krat           | หนองกราด       |  |
| 11. | Nong Bua Takiat     | หนองบัวตะเกียด   |  |
| 12. | Nong Bua Lakhon     | หนองบัวละคร     |  |
| 13. | Hin Dat             | หินดาด          |  |
| 14. | Huai Bong           | ห้วยบง          |  |
| 15. | Non Muaeng Patthana | โนนเมืองพัฒนา    |  |
| 16. | Nong Sai            | หนองไทร        |  |